# Les Villettes
Les Villettes là một xã thuộc tỉnh Haute-Loire trong vùng Auvergne-Rhône-Alpes ở nam trung bộ nước Pháp. Khu vực này có độ cao trung bình 736 mét trên mực nước biển. Theo điều tra dân số năm 2005 của INSEE có dân số 1097 người.
Sông Lignon du Velay tạo thành ranh giới tây nam thị trấn.